# Mount Lagado
Mount Lagado ist ein rund 1200 m hoher Berg an der Oskar-II.-Küste des Grahamlands im Norden der Antarktischen Halbinsel. Er ragt westlich des Target Hill an der Südflanke des Leppard-Gletschers auf.
Das UK Antarctic Place-Names Committee benannte ihn 1988 nach Lagado, Hauptstadt der fiktiven Insel Laputa aus dem Roman Gullivers Reisen von Jonathan Swift aus dem Jahr 1726.